# Idaea daucina
Idaea daucina är en fjärilsart som beskrevs av Claude Herbulot 1978. Idaea daucina ingår i släktet Idaea och familjen mätare. Inga underarter finns listade i Catalogue of Life.